# Vela ai Giochi della XVIII Olimpiade - 5,5 metri
La competizione della classe 5,5 metri  di vela ai Giochi della XVIII Olimpiade si è svolta nei giorni dal 12 al 21 ottobre 1964 nella Baia di Sagami, con base a Enoshima.

## Partecipanti
| Nazione          | Barca      | Equipaggio                                                        |
| ---------------- | ---------- | ----------------------------------------------------------------- |
| Australia        | Barrenjoey | William Northam, James Sargeant, Peter O'Donnell                  |
| Bahamas          | John B     | Bobby Symonette, Roy Ramsay, Percy Knowles                        |
| Canada           | State VI   | Sandy MacDonald, Bernie Skinner, Doug Woodward                    |
| Danimarca        | Web III    | William Berntsen, Carl Christian Lassen, Per Holm                 |
| Finlandia        | Chaje II   | Johan Gullichsen, Juhani Salovaara, Peter Fazer                   |
| Germania         | Subbnboana | Fritz Kopperschmidt, Eckart Wagner, Herbert Reich                 |
| Giappone         | Roy        | Fujiya Matsumoto, Masao Yoshida, Takeshi Hagiwara                 |
| Gran Bretagna    | Yeoman XII | Robin Aisher, Adrian Jardine, Eric Denham                         |
| Italia           | Grifone    | Agostino Straulino, Bruno Petronio, Massimo Minervini             |
| Messico          | Xolotl     | Victor De La Lama, Iker Belausteguigoitia, Luis Aguilar           |
| Norvegia         | Fram III   | Crown Prince Harald, Eirik Johannessen, Stein Føyen               |
| Stati Uniti      | Bingo      | John J. McNamara, Francis Scully, Joseph Batchelder               |
| Svezia           | Rush VII   | Lars Thörn, Arne Karlsson, Sture Stork                            |
| Svizzera         | Alain IV   | Paul Ramelet, Jean Graul, Roger Rouge                             |
| Unione Sovietica | Družba     | Konstantin Aleksandrov, Konstantin Mel'gunov, Valentin Zamotajkin |

## Risultati
| Regata 1 12 ottobre | Regata 1 12 ottobre | Regata 1 12 ottobre | Regata 1 12 ottobre | Regata 2 13 ottobre | Regata 2 13 ottobre | Regata 2 13 ottobre | Regata 2 13 ottobre | Regata 3 14 ottobre | Regata 3 14 ottobre | Regata 3 14 ottobre | Regata 3 14 ottobre | Regata 4 15 ottobre | Regata 4 15 ottobre | Regata 4 15 ottobre | Regata 4 15 ottobre |
| Pos.                | Nazione             | Tempo               | Punti               | Pos.                | Nazione             | Tempo               | Punti               | Pos.                | Nazione             | Tempo               | Punti               | Pos.                | Nazione             | Tempo               | Punti               |
| ------------------- | ------------------- | ------------------- | ------------------- | ------------------- | ------------------- | ------------------- | ------------------- | ------------------- | ------------------- | ------------------- | ------------------- | ------------------- | ------------------- | ------------------- | ------------------- |
| 1                   | Barrenjoey          | 2:09:29             | 1277                | 1                   | Bingo               | 2:24:16             | 1277                | 1                   | Bingo               | 2:03:52             | 1277                | 1                   | Barrenjoey          | 2:00:51             | 1277                |
| 2                   | Grifone             | 2:10:13             | 976                 | 2                   | Grifone             | 2:34:31             | 976                 | 2                   | Barrenjoey          | 2:05:25             | 976                 | 2                   | Fram III            | 2:01:01             | 976                 |
| 3                   | Alain IV            | 2:11:25             | 800                 | 3                   | State VI            | 2:35:21             | 800                 | 3                   | Grifone             | 2:10:35             | 800                 | 3                   | John B              | 2:01:32             | 800                 |
| 4                   | Rush VII            | 2:12:43             | 675                 | 4                   | Rush VII            | 2:37:26             | 675                 | 4                   | Rush VII            | 2:11:02             | 675                 | 4                   | Rush VII            | 2:01:50             | 675                 |
| 5                   | Web III             | 2:12:51             | 578                 | 5                   | Chaje II            | 2:38:13             | 578                 | 5                   | State VI            | 2:11:22             | 578                 | 5                   | Chaje II            | 2:04:02             | 578                 |
| 6                   | Chaje II            | 2:12:52             | 499                 | 6                   | Barrenjoey          | 2:38:52             | 499                 | 6                   | Subbnboana          | 2:11:31             | 499                 | 6                   | Bingo               | 2:05:24             | 499                 |
| 7                   | Fram III            | 2:14:39             | 432                 | 7                   | Web III             | 2:39:27             | 432                 | 7                   | Fram III            | 2:11:43             | 432                 | 7                   | Družba              | 2:05:25             | 432                 |
| 8                   | Yeoman XII          | 2:14:58             | 374                 | 8                   | Subbnboana          | 2:39:55             | 374                 | 8                   | Yeoman XII          | 2:11:57             | 374                 | 8                   | Yeoman XII          | 2:05:31             | 374                 |
| 9                   | John B              | 2:15:13             | 323                 | 9                   | Fram III            | 2:40:00             | 323                 | 9                   | Chaje II            | 2:12:08             | 323                 | 9                   | State VI            | 2:06:25             | 323                 |
| 10                  | Bingo               | 2:15:40             | 277                 | 10                  | Yeoman XII          | 2:40:34             | 277                 | 10                  | Družba              | 2:12:23             | 277                 | 10                  | Web III             | 2:06:28             | 277                 |
| 11                  | Družba              | 2:16:44             | 236                 | 11                  | Roy                 | 2:41:46             | 217                 | 11                  | John B              | 2:12:50             | 236                 | 11                  | Grifone             | 2:07:22             | 236                 |
| 12                  | Roy                 | 2:16:49             | 198                 | 11                  | Družba              | 2:41:46             | 217                 | 12                  | Web III             | 2:12:59             | 198                 | 12                  | Roy                 | 2:10:27             | 198                 |
| 13                  | State VI            | 2:17:43             | 163                 | 13                  | John B              | 2:43:32             | 163                 | 13                  | Alain IV            | 2:14:04             | 163                 | 13                  | Xolotl              | 2:10:51             | 163                 |
| 14                  | Subbnboana          | 2:18:25             | 131                 | 14                  | Xolotl              | 2:52:20             | 131                 | 14                  | Roy                 | 2:15:31             | 131                 | -                   | Subbnboana          | DNF                 | 101                 |
| 15                  | Xolotl              | 2:21:21             | 101                 | -                   | Alain IV            | DNF                 | 101                 | 15                  | Xolotl              | 2:17:21             | 101                 | -                   | Alain IV            | DQ                  | 0                   |

| Regata 5 19 ottobre | Regata 5 19 ottobre | Regata 5 19 ottobre | Regata 5 19 ottobre | Regata 6 20 ottobre | Regata 6 20 ottobre | Regata 6 20 ottobre | Regata 6 20 ottobre | Regata 7 21 ottobre | Regata 7 21 ottobre | Regata 7 21 ottobre | Regata 7 21 ottobre |
| Pos.                | Nazione             | Tempo               | Punti               | Pos.                | Nazione             | Tempo               | Punti               | Pos.                | Nazione             | Tempo               | Punti               |
| ------------------- | ------------------- | ------------------- | ------------------- | ------------------- | ------------------- | ------------------- | ------------------- | ------------------- | ------------------- | ------------------- | ------------------- |
| 1                   | Rush VII            | 2:04:30             | 1277                | 1                   | Barrenjoey          | 2:11:45             | 1277                | 1                   | Rush VII            | 2:12:45             | 1277                |
| 2                   | Bingo               | 2:04:34             | 976                 | 2                   | Grifone             | 2:12:13             | 976                 | 2                   | Alain IV            | 2:12:56             | 976                 |
| 3                   | John B              | 2:04:41             | 800                 | 3                   | Bingo               | 2:12:15             | 800                 | 3                   | Subbnboana          | 2:13:17             | 800                 |
| 4                   | Subbnboana          | 2:04:54             | 675                 | 4                   | Rush VII            | 2:12:46             | 675                 | 4                   | Barrenjoey          | 2:13:56             | 675                 |
| 5                   | Chaje II            | 2:05:52             | 578                 | 5                   | Subbnboana          | 2:13:10             | 578                 | 5                   | Grifone             | 2:14:48             | 578                 |
| 6                   | Yeoman XII          | 2:06:30             | 499                 | 6                   | Yeoman XII          | 2:13:14             | 499                 | 6                   | State VI            | 2:15:14             | 499                 |
| 7                   | Grifone             | 2:06:44             | 432                 | 7                   | State VI            | 2:13:19             | 432                 | 7                   | Chaje II            | 2:16:04             | 432                 |
| 8                   | Web III             | 2:06:47             | 374                 | 8                   | Chaje II            | 2:13:20             | 374                 | 8                   | Fram III            | 2:16:22             | 374                 |
| 9                   | State VI            | 2:07:00             | 323                 | 9                   | Fram III            | 2:13:35             | 323                 | 9                   | Yeoman XII          | 2:16:25             | 323                 |
| 10                  | Fram III            | 2:07:10             | 277                 | 10                  | John B              | 2:14:11             | 277                 | 10                  | John B              | 2:16:28             | 277                 |
| 11                  | Alain IV            | 2:07:56             | 236                 | 11                  | Družba              | 2:14:13             | 236                 | 11                  | Web III             | 2:17:06             | 236                 |
| 12                  | Družba              | 2:09:42             | 198                 | 12                  | Alain IV            | 2:14:16             | 198                 | 12                  | Družba              | 2:17:38             | 198                 |
| 13                  | Roy                 | 2:10:49             | 163                 | 13                  | Web III             | 2:14:47             | 163                 | 13                  | Roy                 | 2:18:50             | 163                 |
| 14                  | Xolotl              | 2:15:50             | 131                 | 14                  | Roy                 | 2:18:43             | 131                 | 14                  | Xolotl              | 2:20:04             | 131                 |
| -                   | Barrenjoey          | DNF                 | 101                 | 15                  | Xolotl              | 2:20:59             | 101                 | -                   | Bingo               | DNF                 | 101                 |

## Classifica finale
| Pos.    | Nazione          | Barca      | Equipaggio                                                        | Punti Totali | Punti ottenuti nelle regate | Punti ottenuti nelle regate | Punti ottenuti nelle regate | Punti ottenuti nelle regate | Punti ottenuti nelle regate | Punti ottenuti nelle regate | Punti ottenuti nelle regate |
| Pos.    | Nazione          | Barca      | Equipaggio                                                        | Punti Totali | 1                           | 2                           | 3                           | 4                           | 5                           | 6                           | 7                           |
| ------- | ---------------- | ---------- | ----------------------------------------------------------------- | ------------ | --------------------------- | --------------------------- | --------------------------- | --------------------------- | --------------------------- | --------------------------- | --------------------------- |
| Oro     | Australia        | Barrenjoey | William Northam, James Sargeant, Peter O'Donnell                  | 5981         | 1277                        | 499                         | 976                         | 1277                        | 101                         | 1277                        | 675                         |
| Argento | Svezia           | Rush VII   | Lars Thörn, Arne Karlsson, Sture Stork                            | 5254         | 675                         | 675                         | 675                         | 675                         | 1277                        | 675                         | 1277                        |
| Bronzo  | Stati Uniti      | Bingo      | John J. McNamara, Francis Scully, Joseph Batchelder               | 5106         | 277                         | 1277                        | 1277                        | 499                         | 976                         | 800                         | 101                         |
| 4       | Italia           | Grifone    | Agostino Straulino, Bruno Petronio, Massimo Minervini             | 4738         | 976                         | 976                         | 800                         | 236                         | 432                         | 976                         | 578                         |
| 5       | Germania         | Subbnboana | Fritz Kopperschmidt, Eckart Wagner, Herbert Reich                 | 3057         | 131                         | 374                         | 499                         | 101                         | 675                         | 578                         | 800                         |
| 6       | Finlandia        | Chaje II   | Johan Gullichsen, Juhani Salovaara, Peter Fazer                   | 3039         | 499                         | 578                         | 323                         | 578                         | 578                         | 374                         | 432                         |
| 7       | Canada           | State VI   | Sandy MacDonald, Bernie Skinner, Doug Woodward                    | 2955         | 163                         | 800                         | 578                         | 323                         | 323                         | 432                         | 499                         |
| 8       | Norvegia         | Fram III   | Crown Prince Harald, Eirik Johannessen, Stein Føyen               | 2860         | 432                         | 323                         | 432                         | 976                         | 277                         | 323                         | 374                         |
| 9       | Bahamas          | John B     | Bobby Symonette, Roy Ramsay, Percy Knowles                        | 2713         | 323                         | 163                         | 236                         | 800                         | 800                         | 277                         | 277                         |
| 10      | Svizzera         | Alain IV   | Paul Ramelet, Jean Graul, Roger Rouge                             | 2474         | 800                         | 101                         | 163                         | 0                           | 236                         | 198                         | 976                         |
| 11      | Gran Bretagna    | Yeoman XII | Robin Aisher, Adrian Jardine, Eric Denham                         | 2443         | 374                         | 277                         | 374                         | 374                         | 499                         | 499                         | 323                         |
| 12      | Danimarca        | Web III    | William Berntsen, Carl Christian Lassen, Per Holm                 | 2095         | 578                         | 432                         | 198                         | 277                         | 374                         | 163                         | 236                         |
| 13      | Unione Sovietica | Družba     | Konstantin Aleksandrov, Konstantin Mel'gunov, Valentin Zamotajkin | 1596         | 236                         | 217                         | 277                         | 432                         | 198                         | 236                         | 198                         |
| 14      | Giappone         | Roy        | Fujiya Matsumoto, Masao Yoshida, Takeshi Hagiwara                 | 1070         | 198                         | 217                         | 131                         | 198                         | 163                         | 131                         | 163                         |
| 15      | Messico          | Xolotl     | Victor De La Lama, Iker Belausteguigoitia, Luis Aguilar           | 758          | 101                         | 131                         | 101                         | 163                         | 131                         | 101                         | 131                         |